# シウヴィオ・メンデス・カンポス・ジュニオル
シウヴィーニョ (Sylvinho) ことシウヴィオ・メンデス・カンポス・ジュニオル（Silvio Mendes Campos Junior, 1974年4月12日 - ）は、ブラジル出身の元サッカー選手。サッカー指導者。ポジションはディフェンダー（左サイドバック）。スペイン国籍も保持している。

## 経歴

### クラブ
1994年にコリンチャンスからデビューし、1999年までブラジルで過ごした。

#### アーセナルFC
1999年夏にはトッテナム・ホットスパーFCなどからもオファーがあったが、イングランド・プレミアリーグのアーセナルFCに移籍した。アーセナルFCがブラジル人選手と契約するのは彼が初めてであった。左サイドバックのレギュラーは長らくDFナイジェル・ウィンターバーン (Nigel Winterburn) が務めていたが、移籍してまもなくレギュラーの座を奪った。フットボールリーグカップのミドルスブラFC戦ではペナルティキックを失敗し、1999-2000シーズンのUEFAカップ決勝・ガラタサライSK戦 (PK 1-4) でもPK戦で敗れるという悲嘆を味わった。なお、ガラタサライSK戦ではキッカーになっていない。2000-01シーズンにはDFアシュリー・コールが台頭し、24試合の出場にとどまった。わずか2シーズンの在籍であったが、多くの友人やファンを得て、2000年5月9日のシェフィールド・ウェンズデイFC戦や2000年8月のチャールトン・アスレティックFC戦や2000年9月のチェルシーFC戦での得点に代表されるスペクタクルなゴールをいくつも決めた。また、UEFAチャンピオンズリーグのACスパルタ・プラハ戦やFCスパルタク・モスクワ戦では1試合2得点を決めている。

#### セルタ・デ・ビーゴ
2001年夏、スペイン・リーガ・エスパニョーラのセルタ・デ・ビーゴに移籍した。3シーズンをセルタ・デ・ビーゴで過ごし、FCバルセロナ戦で在籍期間中唯一の得点を挙げた。2003-04シーズン終了後にセグンダ・ディビシオン（2部）降格が決定した。スペインに移り住んで3年が過ぎた2004年にはスペイン国籍を取得し、EU圏内選手としての登録が認められた。

#### FCバルセロナ
2004年夏、移籍金200万ユーロでFCバルセロナに移籍した。アーセナルFCとFCバルセロナの両方でプレーしたことのある選手は多く、シウヴィーニョの前にはFWマルク・オーフェルマルスやMFエマニュエル・プティ、DFジョバンニ・ファン・ブロンクホルストが、シウヴィーニョの後にはMFフラン・メリダやMFアレクサンドル・フレブやFWティエリ・アンリなどがいる。移籍初年度の2004-05シーズンにリーグ優勝を果たし、2005-06シーズンにはリーグとUEFAチャンピオンズリーグの2冠を達成した。DFエリック・アビダルと併用され、2008年には2009年まで契約延長した。2008-09シーズンにはリーグ、UEFAチャンピオンズリーグ、コパ・デル・レイの3冠を達成した。2005-06シーズンの同大会決勝ではベンチ入りしながらも出場機会がなかったが、2008-09シーズンの同大会決勝ではフル出場して優勝に貢献している。2009年5月27日に行われたこのマンチェスター・ユナイテッドFC戦がFCバルセロナでのラストゲームとなった。

#### マンチェスター・シティFC
FCバルセロナとの契約満了にともなって、2009年8月24日、プレミアリーグのマンチェスター・シティFCと1年契約を結んだ。カーリング・カップのスカンソープ・ユナイテッドFC戦でデビューし、12月12日のボルトン・ワンダラーズFC戦でDFウェイン・ブリッジが負傷したために代役として出場してリーグ戦デビューした。2010年1月24日、FAカップのスカンソープ・ユナイテッドFC戦 (4-1) ではスペクタクルなロングシュートで移籍後初得点を決めた。1年契約が満了し、2010年6月8日、FWベンジャミン・ムワルワリ、ジャック・レッドショー、カール・ムーア、MFマルティン・ペトロフとともにクラブを離れることが発表された。

#### 現役引退後
2014年12月13日、マンチェスター・シティ時代に師事したロベルト・マンチーニが監督に就任したインテル・ミラノのアシスタントコーチに就任した。
2023年1月2日、アルバニア代表の新監督に就任することが決定した。なお、2人のアシスタントコーチにはパブロ・サバレタとドリーヴァが入った。就任後指揮を執ったUEFA EURO 2024予選では初戦のポーランド代表戦こそ落とすも、その後の7試合を無敗で切り抜け、アルバニアにUEFA EURO 2016以来の本大会出場権をもたらした。

## 個人成績
| クラブ                 | シーズン | 国内リーグ | 国内リーグ | 国内カップ | 国内カップ | 欧州カップ | 欧州カップ | 通算 | 通算 |
| クラブ                 | シーズン | 出場       | 得点       | 出場       | 得点       | 出場       | 得点       | 出場 | 得点 |
| ---------------------- | -------- | ---------- | ---------- | ---------- | ---------- | ---------- | ---------- | ---- | ---- |
| コリンチャンス         | 1994-95  | 20         | 3          | 5          | 1          | 0          | 0          | 25   | 4    |
| コリンチャンス         | 1995-96  | 32         | 3          | 4          | 2          | 0          | 0          | 36   | 5    |
| コリンチャンス         | 1996-97  | 22         | 2          | 2          | 0          | 5          | 2          | 29   | 4    |
| コリンチャンス         | 1997-98  | 34         | 3          | 6          | 3          | 0          | 0          | 40   | 6    |
| コリンチャンス         | 1998-99  | 28         | 4          | 4          | 1          | 5          | 1          | 37   | 6    |
| コリンチャンス         | 通算     | 136        | 15         | 21         | 7          | 10         | 3          | 167  | 25   |
| アーセナル             | 1999-00  | 31         | 2          | 4          | 1          | 5          | 1          | 40   | 4    |
| アーセナル             | 2000-01  | 24         | 1          | 6          | 1          | 5          | 1          | 35   | 3    |
| アーセナル             | 2001-02  | 0          | 0          | 6          | 1          | 5          | 2          | 11   | 3    |
| アーセナル             | 通算     | 55         | 3          | 16         | 2          | 15         | 3          | 86   | 8    |
| セルタ                 | 2001-02  | 30         | 0          | 3          | 1          | 0          | 0          | 33   | 1    |
| セルタ                 | 2002-03  | 28         | 1          | 6          | 1          | 3          | 0          | 37   | 2    |
| セルタ                 | 2003-04  | 26         | 0          | 4          | 0          | 8          | 0          | 38   | 1    |
| セルタ                 | 通算     | 84         | 1          | 10         | 2          | 11         | 0          | 105  | 4    |
| バルセロナ             | 2004-05  | 20         | 0          | 3          | 1          | 3          | 0          | 27   | 1    |
| バルセロナ             | 2005-06  | 27         | 2          | 4          | 0          | 2          | 0          | 33   | 2    |
| バルセロナ             | 2006-07  | 13         | 0          | 3          | 0          | 3          | 0          | 19   | 0    |
| バルセロナ             | 2007-08  | 14         | 0          | 4          | 0          | 1          | 0          | 19   | 0    |
| バルセロナ             | 2008-09  | 15         | 0          | 5          | 0          | 7          | 1          | 27   | 1    |
| バルセロナ             | 通算     | 89         | 2          | 19         | 1          | 16         | 1          | 124  | 4    |
| マンチェスター・シティ | 2009-10  | 10         | 0          | 2          | 1          | 0          | 0          | 12   | 1    |
| マンチェスター・シティ | 通算     | 10         | 0          | 2          | 1          | 0          | 0          | 12   | 1    |
| 通算                   | 通算     | 374        | 22         | 67         | 13         | 53         | 7          | 490  | 34   |

## 監督成績
2019年10月7日現在
| クラブ                       | 就任          | 退任          | 記録 | 記録 | 記録 | 記録 | 記録 | 記録 | 記録 | 記録   |
| クラブ                       | 就任          | 退任          | 試   | 勝   | 分   | 敗   | 得   | 失   | 差   | 勝率   |
| ---------------------------- | ------------- | ------------- | ---- | ---- | ---- | ---- | ---- | ---- | ---- | ------ |
| オリンピック・リヨン         | 2019年5月25日 | 2019年10月7日 | 11   | 3    | 4    | 4    | 17   | 10   | +7   | 027.27 |
| SCコリンチャンス・パウリスタ | 2021年5月23日 | 2022年2月3日  | 43   | 16   | 14   | 13   | 42   | 41   | +1   | 037.21 |
| 合計                         | 合計          | 合計          | 54   | 19   | 18   | 17   | 59   | 51   | +8   | 035.19 |

## タイトル
コリンチャンス
- ブラジル全国選手権 : 1998
- コパ・ド・ブラジル : 1995
- サンパウロ州選手権 : 1995, 1997, 1999

アーセナルFC
- FCコミュニティ・シールド : 1999

FCバルセロナ
- UEFAチャンピオンズリーグ : 2005-06, 2008-09
- リーガ・エスパニョーラ : 2004-05, 2005-06, 2008-09
- コパ・デル・レイ : 2008-09
- スーペルコパ・デ・エスパーニャ : 2005, 2006